# Rhyacopsyche yatay
Rhyacopsyche yatay är en nattsländeart som beskrevs av Angrisano 1989?. Rhyacopsyche yatay ingår i släktet Rhyacopsyche och familjen smånattsländor. Inga underarter finns listade i Catalogue of Life.